# حزب الشعب (قشتالة وليون)
حزب الشعب في قشتالة وليون هو القسم الإقليمي لحزب الشعب الإسباني في قشتالة وليون. تم تشكيله في عام 1989 من إعادة تأسيس تحالف الشعب.
رئيسها هو ألفونسو فرنانديز مانيويكو الرئيس الحالي للمجلس العسكري في قشتالة وليون. خلف خوان فيسينتي هيريرا الرئيس السابق للمجلس العسكري في كاستيا وليون الذي كان في منصبه لمدة أربعة عشر عامًا. يحكم حاليًا في أفيلا بورغوس ، ليون بلنسية وسالامانكا.
بعد الانتخابات البلدية لعام 2019 خسر حزب الشعب مناصب رئاسة بلديات ليون بورغوس بلنسية وأفيلا. عاصمة المقاطعة الوحيدة التي تحكم هي سالامانكا. وهو يحكم مجالس مقاطعات بلنسية وبورغوس وسوريا وبلد الوليد وسيغوفيا وسالامانكا وأفيلا.